# Trichopteryx lobulata
Trichopteryx lobulata là một loài bướm đêm trong họ Geometridae.